# Rumpuć

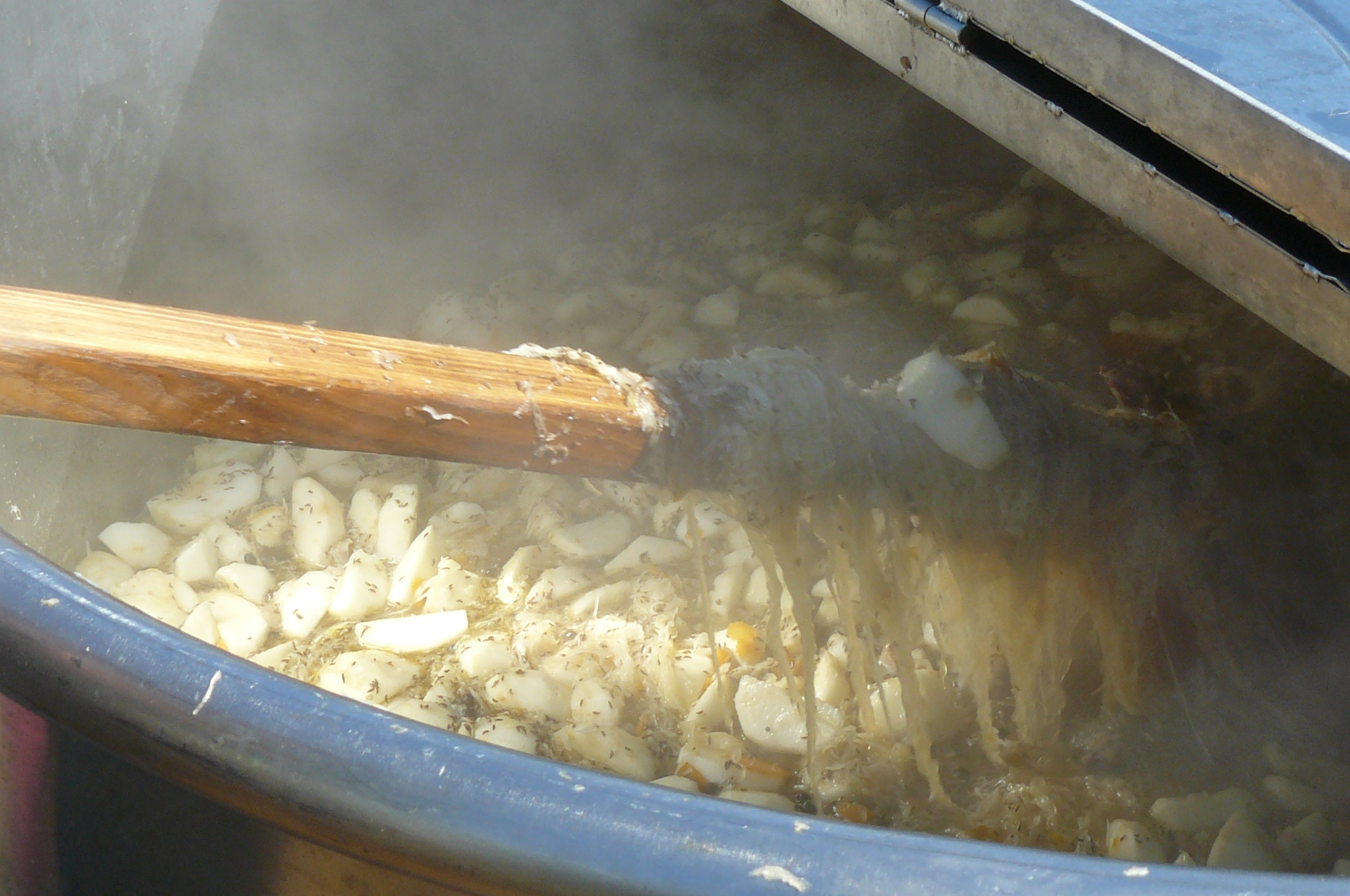
Rumpuć z jabłkami

Rumpuć – gęsta zupa jarzynowa (danie jednogarnkowe – eintopf), charakterystyczna dla kuchni wielkopolskiej.

## Skład i przyrządzanie
Zupę przygotowuje się w oparciu o wywar mięsny (najczęściej z wołowiny, karkówki, boczku) z dodatkiem warzyw – kapusty białej i kiszonej, cebuli, marchwi i dużej ilości ziemniaków. Dowolnie można też dodać jabłka albo przecier pomidorowy (w wersji mniej tradycyjnej). Doprawić należy kminkiem, liśćmi laurowymi, zielem angielskim, pieprzem, solą i cukrem. 

## W tradycji lokalnej

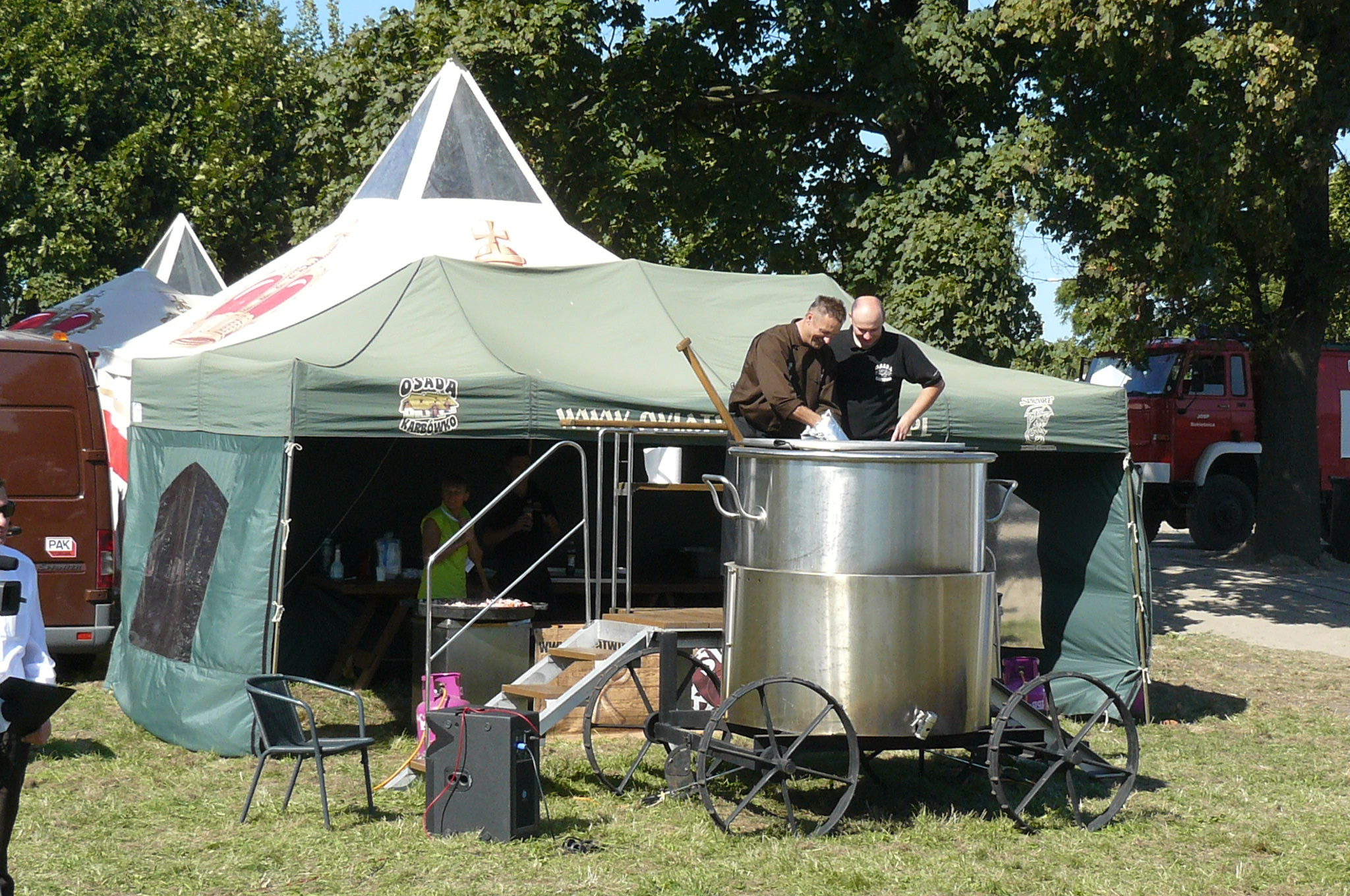
Spektakularne gotowanie zupy podczas festynu w Rokietnicy

Corocznie w pierwszą sobotę września odbywa się cykliczna impreza plenerowa pod nazwą „Rokietnica zaprasza Wielkopolan na rumpuć”. Podczas wydarzenia przygotowuje się rumpuć w 1600-litrowym kotle. Gmina Kwilcz używa w promocji turystyki nazwy rumpuć kwilecki, określając tak kapuśniak na żeberkach.